# Kronograf

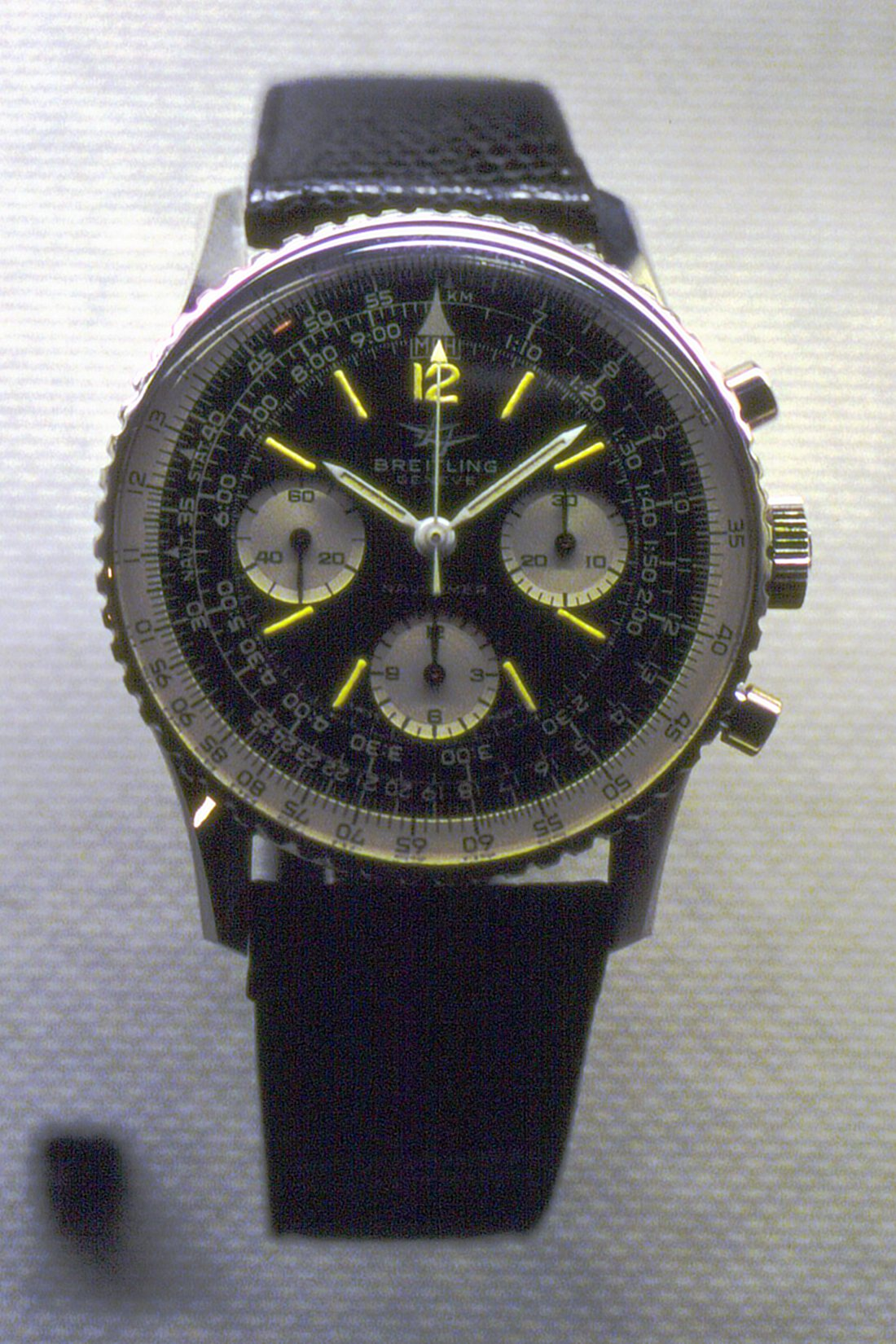
Pilotklocka med kronograf och varvräknare.

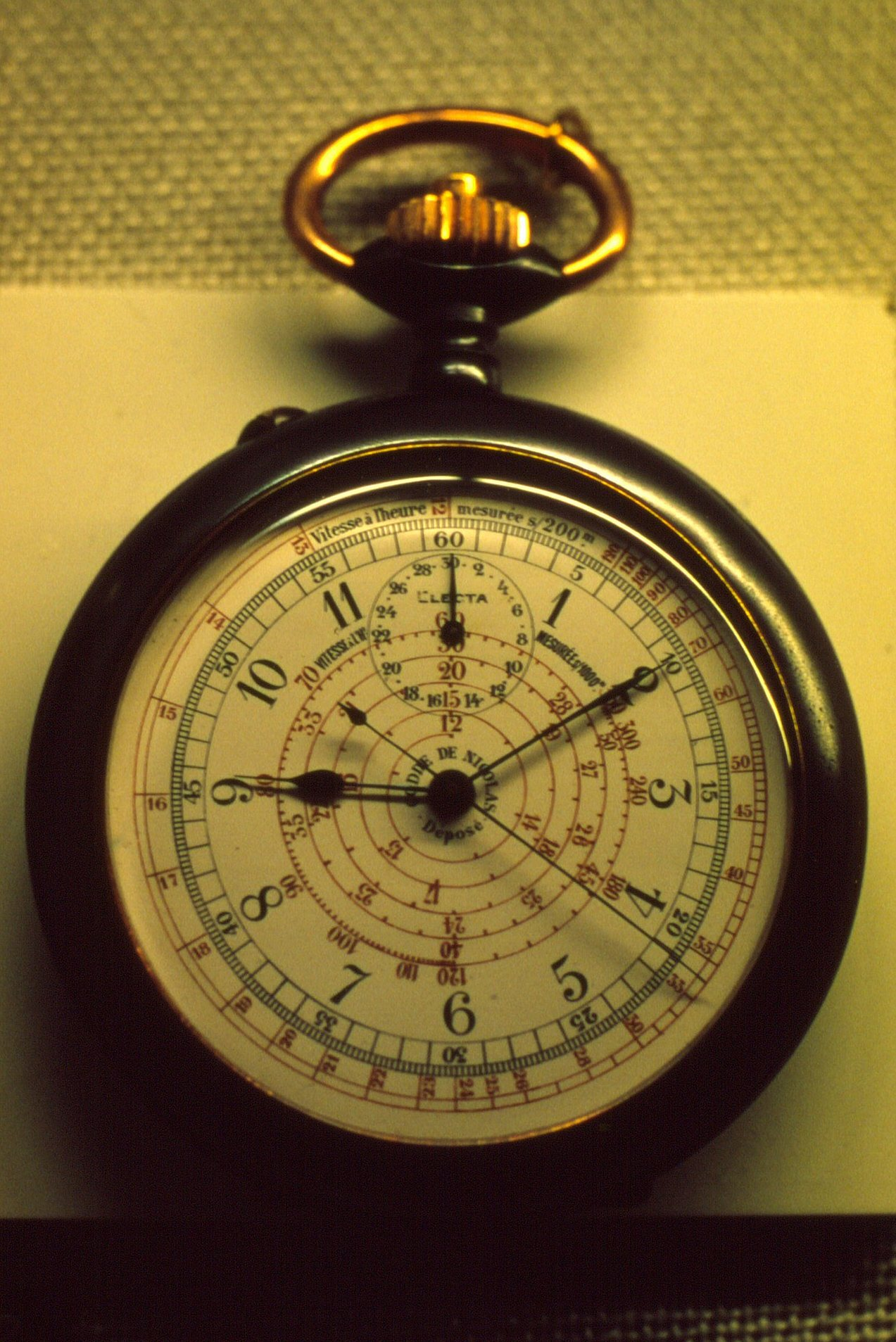
Fickkronograf.

En kronograf (av grekiska "tidsskrivare") är ett instrument för att registrera fysikaliska förlopp över tid och eller grafiskt "spela in" tidsintervaller, såsom längden i tid för en händelse. En speciell användning är som tidtagarur/stoppur.
En kronograf kallades tidigare kronoskop.
De första kronograferna konstruerades av Nicolas Mathieu Rieussec 1821, och därefter av Joseph Thaddäus Winnerl 1831. Den första tillförlitliga kronografen uppfanns av Charles Wheatstone 1840.

## Typer
Det finns olika typer av kronografer:
- Analoga kronografer visar både tids- och stoppursfunktioner med analoga visare.
- Digitala kronografer har en display som visar siffror.
- Analog-digitala kronografer har oberoende analog klocka och digital tidtagning.
- Bull-one head är en handledskronograf med manöverfunktionerna vridna 90 grader.